# Fußball-Europameisterschaft der Frauen 1989
Die Fußball-Europameisterschaft der Frauen 1989, seinerzeit noch unter der Bezeichnung Europäischer Wettbewerb für Frauenfußball, (englisch: European Competition for Women’s Football) war die dritte Ausspielung der europäischen Kontinentalmeisterschaft im Frauenfußball und fand vom 28. Juni bis zum 2. Juli im reinen K.-o.-System in der BR Deutschland statt. Alle 17 gemeldeten Nationalteams mussten durch die Qualifikation, denn der Gastgeber des Endrundenturniers wurde erst nach Abschluss aus dem Kreis der vier qualifizierten Teams kurzfristig festgelegt.
Gastgeber BR Deutschland nutzte seinen Heimvorteil und wurde durch einen Finalsieg über Titelverteidiger Norwegen Europameister.

## Qualifikation
Schließlich qualifizierten sich folgende vier Mannschaften für das Turnier:
- BR Deutschland
- Italien
- Norwegen
- Schweden

## Spielorte
Die Spiele der Endrunde wurden in drei Stadien in drei Städten der Bundesrepublik Deutschland ausgetragen.
| Lüdenscheid |

| Siegen |

| Osnabrück |

| Lüdenscheid |

| Siegen |

| Osnabrück |

Alle Mannschaften hatten ihr Quartier in der Sportschule Kaiserau in Kamen.

## Finalrunde

### Halbfinale
|                              |   |          |                                 |
| 28. Juni 1989 in Siegen      |   |          |                                 |
| BR Deutschland               | – | Italien  | 1:1 n. V. (1:1, 0:0), 4:3 i. E. |
| 28. Juni 1989 in Lüdenscheid |   |          |                                 |
| Schweden                     | – | Norwegen | 1:2 (0:1)                       |

Silvia Neid brachte die deutsche Mannschaft nach 57 Minuten in Führung. Der Ausgleich fiel in der 72. Minute durch Elisabetta Vignotto. Da sowohl in der regulären Spielzeit als auch in der Verlängerung keine weiteren Tore fielen, musste die Entscheidung im Elfmeterschießen fallen. Hier wurde Torfrau Marion Isbert zur Heldin des Tages, da sie zunächst drei Elfmeter parierte und dann selbst den entscheidenden Treffer erzielte. 8.000 Zuschauer sahen die Partie im Siegener Leimbachstadion. Es war das erste Frauenfußballspiel, das in Deutschland live im Fernsehen übertragen wurde. Im zweiten Halbfinale gewann Titelverteidiger Norwegen mit 2:1 gegen Schweden. Die Partie in Lüdenscheid verfolgten 2.500 Zuschauer.

### Spiel um Platz 3
|                            |   |         |                      |
| 30. Juni 1989 in Osnabrück |   |         |                      |
| Schweden                   | – | Italien | 2:1 n. V. (1:1, 0:1) |

Im kleinen Finale sicherte sich Schweden durch einen 2:1-Sieg nach Verlängerung gegen Italien den dritten Platz.

### Finale
|                           |   |          |           |
| 2. Juli 1989 in Osnabrück |   |          |           |
| BR Deutschland            | – | Norwegen | 4:1 (2:0) |

Der Triumph der deutschen Mannschaft bedeutete den Durchbruch für den Frauenfußball in Deutschland. Die Prämie, die die Frauen vom DFB für ihren ersten Titelgewinn erhielten, war ein 41-teiliges Kaffeeservice der Firma Villeroy & Boch; gleichzeitig lag die Siegprämie bei den Herren über 100.000 DM pro Spieler.

## Schiedsrichter
- Brian Hill (Halbfinale 1)
- Cornelius Bakker (Halbfinale 2)
- Ivan Gregr (Spiel um Platz 3)
- Carlos Silva Valente (Finale)

## Einzelbelege
1. ↑  Bericht von Ole Lerch im Rahmen der Fernsehsendung „Hallo Niedersachsen“ des NDR Fernsehens vom 7. Juli 2025 mit Aufnahmen der Prämie.
2. ↑  Serie EM-Sieg 1989 – Ein Bild und seine Geschichte: Ein Kaffeeservice für die deutschen Fußballfrauen. www.geo.de, 3. Juli 2025, abgerufen am 21. Juli 2025.
3. ↑  4/12 - Kaffee Service 1989. pwa.fussballmuseum.de, abgerufen am 21. Juli 2025.